# Manandaza
Manambina is een plaats en gemeente in Madagaskar gelegen in het district Miandrivazo van de regio Menabe. Er woonden bij de volkstelling in 2001 ongeveer 6000 mensen.
In de plaats is basisonderwijs en voortgezet onderwijs voor jonge kinderen beschikbaar. 60% van de bevolking is landbouwer en 35% houdt zich bezig met de veeteelt. Het belangrijkste gewas is rijst, maar er wordt ook bananen en cassave verbouwd. 5% van de bevolking is werkzaam in de dienstensector.